# 경주인
경주인(京主人)은 고려 및 조선왕조 당시 한양에 머무르면서 도성의 어명이나 사정 등을 파악하고 전달하기 위해 지방의 관아나 감영 등에서 파견된 지방관리이다. 경저리(京邸吏), 경저주인(京邸主人), 저인(邸人)이라고도 부른다.

## 개요
지방의 관리인 향리(鄕吏) 중 한양의 소식이나 왕의 어명 등을 받으며 지방으로 전달하는 자를 말한다. 지방의 관찰사나 관아의 고을 수령이 직접 임명하였으며 지방을 떠나 한양에 있는 경저(京邸)에서 파견근무를 하면서 한양의 상황이나 궁궐에서 전해지는 왕의 어명 등을 받기위해 머무는 임무를 수행한다.
조선왕조 당시까지는 자동차나 도로 또는 기차나 철도가 없었기 때문에 지방에서는 한양의 소식을 직접 알 수가 없게되자 지방의 수령들이 한양의 소식과 왕의 어명 등을 전달받기 위해 수행하는 관직 중의 하나이다. 또한 왕이 지방으로 순행하는 일이 거의 없는 대신 왕이 임명한 암행어사 등이 파견을 나오기도 하지만 대개는 한양의 소식을 직접 전달받기 위해서는 경주인 같은 파견 관리가 필요하기 때문에 한양에 있는 향리를 통해서 한양의 소식과 왕의 어명 그리고 궁궐의 소식 등을 전달받기 위해 향리를 한양에 파견하는 것이었다.
이후 조선 후기까지 이어져오다가 1899년 경인선 철도가 개통되면서 점차 비중이 줄어들게 되어서 대한제국 때 사실상 폐지된 것으로 전해진다.

## 임무
경주인은 지방 관아의 수령이나 감영의 관찰사의 훈령을 받으며 한양의 경저에서 파견근무를 하면서 한양에서 일어나는 소식과 왕의 어명, 그리고 궁궐에서 전해지는 일들을 숙지함과 동시에 한양으로 상경하는 지방 관리나 지방 관아 수령과 관찰사 등을 위해 숙식을 제공하고 동시에 한양을 방문한 고을수령과 관찰사를 경호하는 역할도 하였으며 한양과 지방으로 거래되는 상거래 및 납세 등의 상황을 보고하는 임무도 맡았다.

## 경저(京邸)
경저는 각 지방에서 한양으로 올라와 파견된 향리들이 머무는 곳을 말한다. 한양에 각 지방별로 경저가 있으며 경기도, 강원도, 충청도, 전라도, 경상도, 평안도, 함경도, 황해도 경저로 나뉜다. 또한 각 지방의 관찰사나 고을 수령이 임명한 향리들이 머무는 곳이기 때문에 한양에 있지만 경저 자체는 각 지방의 감영 및 고을 관아의 부속에 속해있었다.
경저에는 경주인들의 처소와 관노 및 관비 처소 그리고 서원과 주방 등이 있었으며 각 지방의 감영 및 관아 관노 및 관비들이 이 곳에서 경주인들의 숙식을 책임지기도 하였고 경우에 따라 한양에 있는 관노 및 관비들이 책임지기도 하였다. 또한 한양을 방문한 감영 및 관아 향리들의 숙식과 경호를 책임지기도 하였다.

## 단점
원래는 지방의 관찰사나 수령이 지방의 향리를 대상으로 한양으로 파견하여 한양의 소식과 왕의 어명, 궁궐에서 내려지는 상황 등을 전달하는 역할을 하기 때문에 경우에 따라 폐단도 심하였고 한양의 분위기에 빠져서 향리들이 본분을 다하지 못하는 일도 발생하면서 이에 따라 한양에 거주하는 자를 경주인으로 임명하여 역가(役價, 역할을 맡은 품삯, 현재의 월급에 해당)를 지불하는 방식으로 갔다.

## 같이 보기
- 향리